# Люсьен д'Азамбюжа
Люсьен д'Азамбюжа (фр. Lucien Henri d'Azambuja; 28 січня 1884 — 18 липня 1970) — французький астроном.
Народився в Парижі. У 1899—1959 працював в Медонській обсерваторії.
Наукові роботи присвячені вивченню Сонця. Допомагав А. А. Деландру в створенні великого спектрогеліографа Медонської обсерваторії і протягом багатьох років здійснював за допомогою цього інструменту повсякденне фотографування хромосфери на всій площі диска Сонця. Виконав важливі дослідження структури сонячної хромосфери, сонячних волокон. Організував видання «Синоптичних карт хромосфери».
Впродовж багатьох років був президентом комісій з фотосферних явищ і з сонячно-земних зв'язків Міжнародного астрономічного союзу, президент Французького астрономічного товариства (1949—1951).
Премія Лаланда (1915).